# Naaktvingergekko's
Naaktvingergekko's (Gymnodactylus) zijn een geslacht van hagedissen die behoren tot de gekko's en de familie Phyllodactylidae.

## Naam en indeling
De wetenschappelijke naam van de groep werd voor het eerst voorgesteld door Johann Baptist von Spix in 1825. De hagedissen werden eerder aan andere geslachten toegekend, zoals Stenodactylus, Ascalabotes en Cubinia. Er zijn vijf soorten, inclusief de pas in 2009 beschreven soort Gymnodactylus vanzolinii.
De geslachtsnaam Gymnodactylus betekent vrij vertaald 'naakte vinger'.

## Verspreiding en habitat
De gekko's komen voor in delen van Zuid-Amerika en leven endemisch in Brazilië. Gymnodactylus geckoides komt daarnaast mogelijk voor in Trinidad. De habitat bestaat uit droge savannen, vochtige tropische en subtropische laaglandbossen en droge tropische en subtropische scrublands.

## Beschermingsstatus
Door de internationale natuurbeschermingsorganisatie IUCN is aan vier soorten een beschermingsstatus toegewezen. De hagedissen worden beschouwd als 'veilig' (Least Concern of LC).

## Soorten
Het geslacht omvat de volgende soorten, met de auteur en het verspreidingsgebied.
| Naam                     | Auteur                      | Verspreidingsgebied            |
| ------------------------ | --------------------------- | ------------------------------ |
| Gymnodactylus amarali    | Barbour, 1925               | Brazilië                       |
| Gymnodactylus darwinii   | Gray, 1845                  | Brazilië                       |
| Gymnodactylus geckoides  | Spix, 1825                  | Brazilië, mogelijk in Trinidad |
| Gymnodactylus guttulatus | Vanzolini, 1982             | Brazilië                       |
| Gymnodactylus vanzolinii | Cassimiro & Rodrigues, 2009 | Brazilië                       |